# Seiseki Abe
Seiseki Abe (阿部醒石; Osaka, 26. travnja 1915. – Osaka, 18. svibnja 2011.), japanski kaligraf (shodo) i majstor borilačkih vještina. Imao je jedinstven odnos s Moriheijem Ueshibom, budući da je bio i njegov učenik u aikidu i njegov učitelj u kaligrafiji. Nositelj je 10. Dana u aikidu.

## Životopis
Seiseki Abe je rođen u Osaki 1915. godine. Godine 1934. upoznao se s umjetnošću kaligrafije (shodo), a 1948. godine postao je učitelj shodo-a, predajući u svom rodnom gradu Osaki. Našavši se u svojevrsnoj duhovnoj krizi u svojoj kaligrafskoj karijeri, počeo je vježbati misogi pod vodstvom Kenza Futakija, ravnatelja Misogi no Renseikai ("Misogi Training Society"), koji je slučajno bio bivši učenik Moriheija Ueshibe. Futaki mu je savjetovao da nauči aikido.
Seiseki Abe je upoznao Moriheija Ueshibu na otvaranju aikido dojo-a Bansen Tanake u Osaki 1952. godine. Odmah je kod njega počeo vježbati. Posebno ga je zadivila sličnost između tehnike disanja koja se koristi u aikidu, misogiju i shodo-u te je došao do zaključka da tri umjetnosti slijede isti konačni cilj - razumijevanje pojma ki. Vježbao je mnogo godina kod Ueshibe, usavršavajući svoju shodo tehniku. Morihei Ueshiba se postupno zainteresirao za kaligrafiju i jednog dana zamolio Abea da ga nauči shodo (oko 1954.). Između njih dvojice razvio se vrlo poseban odnos, a od 1959. do svoje smrti, Ueshiba je redovito dolazio u Abeov dom u Osaki kako bi učio kaligrafiju, te predavao aikido u tradicionalnom dojo-u koji je Abe napravio pored svoje kuće (Ameno Takemusu Juku Dojo). O-Sensei je Abeu usmeno dodijelio ocjenu 10. Dan, iako su ga u Aikikai prepoznali tek kao 8. Dan.
Nakon smrti Moriheija Ueshibe 1969. godine, Abe je nastavio podučavati shodo i aikido u svom dojo-u u Osaki. Proizveo je preko 200 shodo shihana i imao oko 3.000 učenika u regiji Kansai, kao i u Sjedinjenim Američkim Državama (New York, Los Angeles) i Australiji. Bio je aktivan član Nittena, najvažnije umjetničke organizacije u Japanu. U aikidu je jedan od njegovih najistaknutijih bivših učenika američki filmski glumac Steven Seagal.
Seiseki Abe je autor velike kamene rezbarije "Aiki Jinja" u svetištu Aiki Jinja u Iwami.
Umro je u Osaki 2011. godine.

## Vanjske povezice
- Demonstracija ki-ja na Japanskoj TV na YouTubeu